# Quince de Enero
Quince de Enero är en ort i Mexiko.   Den ligger i kommunen Sombrerete och delstaten Zacatecas, i den centrala delen av landet, 700 km nordväst om huvudstaden Mexico City. Quince de Enero ligger 2 229 meter över havet och antalet invånare är 252.
Terrängen runt Quince de Enero är platt åt nordost, men åt sydväst är den kuperad. Runt Quince de Enero är det glesbefolkat, med 16 invånare per kvadratkilometer. Närmaste större samhälle är Charco Blanco, 13,2 km öster om Quince de Enero. Trakten runt Quince de Enero består i huvudsak av gräsmarker.